# Bernie Ibini-Isei
Bernie Ibini-Isei  est un footballeur international australien, né le 12 octobre 1992 à Port Harcourt au Nigeria. Il joue au poste d'ailier droit aux Western Sydney Wanderers.

## Biographie

### Jeunesse et formation
Bernie Alpha Ibini-Isei naît le 12 octobre 1992 à Port Harcourt au Nigeria. Sa famille immigre en Australie durant son enfance, et il grandit dans la région de Canterbury-Bankstown à Sydney. Il commence le football à l'âge de six ans dans le club local d'Earlwood Wanderers.
Sa sœur Princess (en) est aussi footballeuse, elle évolue actuellement au Sydney FC et est internationale australienne .
Il poursuit ensuite sa carrière avec Blacktown City (en), qui évolue en New South Wales Premier League (en). Son grand potentiel fut détecté et il rejoint par la suite le Westfields Sports High School (en).

### Carrière en club

#### Central Coast Mariners (2009-2013)
Ibini-Isei rejoint l'équipe de jeunes des Central Coast Mariners en 2009. La même année, il reçoit le soulier d'or de la National Youth League (en), et est rapidement promu dans l'équipe A, avec laquelle il fait ses débuts le 12 février 2010 face au Wellington Phoenix (défaite 3-0). Pour sa première titularisation face à le 9 février 2011 sur la pelouse de Goald Coast United, match durant lequel il inscrit le premier but de son équipe, qui s'impose sur le score de 3-1. Lors de sa troisième titularisation contre Perth Glory, il marque le but du 2-1 synonyme de victoire. Sa vitesse ainsi que sa technique sont remarquées par le sélectionneur de l'équipe d'Australie des moins de 20 ans pour jouer un rôle majeur à la Coupe du monde des moins de 20 ans en 2011.
Sa constante progression et ses bonnes performances lui permettent une prolongation de deux ans, officialisée le 1er février 2011.
Le 7 février 2013, il inscrit son premier doublé dans le championnat d'Australie face au club de Wellington Phoenix.

#### Shanghai Dongya (2013-2015)
Le 4 juin 2013, après une superbe performance en huitièmes de finale de la Ligue des champions asiatique face au Guangzhou Evergrande, le Shangai Dongya propose une offre de 450 000 euros pour recruter Ibini, une somme record pour les Central Coast Mariners. Il signe un bail de trois saisons avec le club chinois le 7 juin. Le montant du transfert est l'un des plus élevés pour un joueur âgé de moins de 21 ans en Asie.
Ibini-Isei fait de bons débuts sous ses nouvelles couleurs en Chinese Super League, grâce à sa vitesse et à sa technique. Cependant, en novembre 2013, à la suite du décès de son père, Bernie obtient la permission de retourner en Australie, et est prêté à son ancien club des Central Coast Mariners. Le prêt prend effet le 8 janvier 2014 et se termine le 31 mai 2014.

##### Prêt au Sydney FC (2014-2015)
En mai 2014, Ibini est prêté pour une saison au Sydney FC, et fait ses débuts avec le club de la capitale australienne face à Melbourne City le 7 septembre 2014 (match nul 1-1). Il inscrit son premier but lors du Derby de Sydney (en) opposant le Sydney FC aux Western Sydney Wanderers, permettant à son équipe d'obtenir le match nul 1-1.
Lors des trois dernières journées d'A-League, Ibini inscrit trois buts : un candidat au titre de but de la saison face à Perth Glory (victoire 0-3), un lob par-dessus le gardien face aux Newcastle Jets (vicroire 3-4), et un but en solitaire face à Wellington Phoenix (victoire 1-2).
Bernie Ibini-Isei aura joué tous les matchs de la saison 2014-2015 du Sydney FC.
Malgré la volonté du Sydney FC de le conserver, il retourne au Shangai Dongya à l'issue de la saison.

#### Club Bruges (2015-2017)
En raison de la fin de son prêt au Sydney FC au 1er mai 2015, Ibini ne peut pas jouer le match amical face aux nouveaux champions d'Angleterre, Chelsea. Peu après cela, il est annoncé que Bernie est autorisé par le Shangai Dongya à rejoindre l'Europe pour s'engager au Club Bruges, le club chinois ayant en effet déjà rempli son quota de joueurs étrangers.
Le 5 juin 2015, il s'engage pour trois saisons au Club Bruges, où il retrouve son ancien coéquipier aux Central Coast Mariners de 2010 à 2013, le gardien Mathew Ryan (Ryan rejoindra finalement le Valence CF le 21 juillet). Ibini hérite du numéro 11.
En raison d'une fracture du péroné, il ne dispute aucun match de la saison 2015-2016 du Club Bruges.

##### Prêt au Sydney FC (2016-2017)
À la suite de sa saison blanche, il est prêté pour une saison au Sydney FC pour la seconde fois de sa carrière le 21 juillet 2016.
Son premier match depuis sa blessure a lieu le 19 octobre 2016 dans le cadre de la demi-finale de la coupe d'Australie contre le Canberra Olympic (en), match durant lequel Ibini rentre à la 70e minute à la place de Filip Hološko et marque le dernier but de son équipe, qui l'emporte 3-0.

#### Whitecaps de Vancouver (2017-2018)
Le 9 mai 2017, il paraphe un contrat d'un an plus un en option en faveur des Whitecaps de Vancouver. 
Il fait ses débuts avec le club canadien le 18 juin 2017 face au FC Dallas (match nul 1-1), en remplaçant Brek Shea à la 84e minute. 
Le 8 août 2018, il résilie d'un commun accord son contrat le liant au club afin de rejoindre les Émirats arabes unis et l'Emirates Club.

#### Jeonbuk Hyundai Motors (2019)
En janvier 2019, il rejoint le club sud-coréen du Jeonbuk Hyundai Motors.

### Carrière en sélection
Ibini fait ses débuts avec l'équipe d'Australie des moins de 20 ans en 2011, en rentrant en jeu en seconde période face à l'Allemagne.
Le 7 mars 2011, il est sélectionné pour représenter l'équipe d'Australie olympique dans un match de qualifications pour les Jeux olympiques 2012 contre l'Irak (match nul 0-0).
Le 10 octobre 2014, il fait ses débuts avec la sélection australienne, titularisé à la pointe de l'attaque des Socceroos pour un match amical face aux Émirats arabes unis afin de préparer la Coupe d'Asie des nations 2015. La rencontre se solde par un match nul et vierge, et Ibini-Isei est remplacé par Tim Cahill à la 77e minute de jeu. Il dispute un autre match amical face au Qatar quatre jours plus tard, en remplaçant Robbie Kruse à la 63e minute de jeu, pour une défaite 1-0.

## Statistiques

### Statistiques générales
| Saison                | Club                          | Championnat             | Championnat | Championnat | Championnat | Coupe(s) nationale(s) | Coupe(s) nationale(s) | Coupe(s) nationale(s) | Compétition(s) continentale(s) | Compétition(s) continentale(s) | Compétition(s) continentale(s) | Compétition(s) continentale(s) | Séries | Séries | Séries | Australie | Australie | Australie | Total | Total | Total |
| Saison                | Club                          | Division                | M.          | B.          | P.d.        | M.                    | B.                    | P.d.                  | Comp.                          | M.                             | B.                             | P.d.                           | M.     | B.     | P.d.   | M.        | B.        | P.d.      | M.    | B.    | P.d.  |
| 2009-2010             | Central Coast Mariners        | A-League                | 1           | 0           | 0           | -                     | -                     | -                     | -                              | -                              | -                              | -                              | -      | -      | -      | -         | -         | -         | 1     | 0     | 0     |
| 2010-2011             | Central Coast Mariners        | A-League                | 2           | 1           | 0           | -                     | -                     | -                     | -                              | -                              | -                              | -                              | 2      | 0      | 1      | -         | -         | -         | 4     | 1     | 1     |
| 2011-2012             | Central Coast Mariners        | A-League                | 26          | 7           | 3           | -                     | -                     | -                     | LCA                            | 6                              | 0                              | 0                              | 3      | 0      | 0      | -         | -         | -         | 35    | 7     | 3     |
| 2012-2013             | Central Coast Mariners        | A-League                | 25          | 7           | 2           | -                     | -                     | -                     | LCA                            | 8                              | 0                              | 1                              | 2      | 0      | 1      | -         | -         | -         | 35    | 7     | 4     |
| Sous-total            | Sous-total                    | Sous-total              | 54          | 15          | 7           | -                     | -                     | -                     | -                              | 14                             | 0                              | 1                              | 7      | 0      | 2      | -         | -         | -         | 75    | 15    | 10    |
| 2010                  | Blacktown City (en)           | NSW Premier League (en) | 12          | 1           | 0           | 2                     | 0                     | 0                     | -                              | -                              | -                              | -                              | -      | -      | -      | -         | -         | -         | 14    | 1     | 0     |
| 2013                  | Shanghai SIPG                 | Super League            | 10          | 0           | 0           | 1                     | 0                     | 0                     | -                              | -                              | -                              | -                              | -      | -      | -      | -         | -         | -         | 11    | 0     | 0     |
| 2013-2014             | Central Coast Mariners (prêt) | A-League                | 14          | 5           | 1           | -                     | -                     | -                     | LCA                            | 5                              | 0                              | 1                              | 2      | 1      | 0      | -         | -         | -         | 21    | 6     | 2     |
| 2014-2015             | Sydney FC (prêt)              | A-League                | 26          | 6           | 1           | 2                     | 0                     | 0                     | -                              | -                              | -                              | -                              | 2      | 1      | 1      | 2         | 0         | 0         | 32    | 7     | 2     |
| 2015-2016             | Club Bruges                   | Division 1A             | 0           | 0           | 0           | 0                     | 0                     | 0                     | C3                             | 0                              | 0                              | 0                              | -      | -      | -      | -         | -         | -         | 0     | 0     | 0     |
| 2016-2017             | Sydney FC (prêt)              | A-League                | 17          | 3           | 0           | 1                     | 1                     | 0                     | -                              | -                              | -                              | -                              | 1      | 0      | 0      | -         | -         | -         | 19    | 4     | 0     |
| 2017                  | Whitecaps de Vancouver        | MLS                     | 17          | 1           | 1           | -                     | -                     | -                     | -                              | -                              | -                              | -                              | 0      | 0      | 0      | -         | -         | -         | 17    | 1     | 1     |
| 2018                  | Whitecaps de Vancouver        | MLS                     | 8           | 0           | 1           | 1                     | 0                     | 0                     | -                              | -                              | -                              | -                              | -      | -      | -      | -         | -         | -         | 9     | 0     | 1     |
| Sous-total            | Sous-total                    | Sous-total              | 25          | 1           | 1           | 1                     | 0                     | 0                     | -                              | -                              | -                              | -                              | 0      | 0      | 0      | -         | -         | -         | 26    | 1     | 1     |
| 2018-2019             | Emirates Club                 | Gulf League             | 8           | 1           | 1           | 2                     | 0                     | 0                     | -                              | -                              | -                              | -                              | -      | -      | -      | -         | -         | -         | 10    | 1     | 1     |
| 2019                  | Jeonbuk Hyundai Motors        | K-League                | 11          | 1           | 1           | -                     | -                     | -                     | LCA                            | 2                              | 0                              | 0                              | 2      | 0      | 0      | -         | -         | -         | 15    | 1     | 1     |
| 2019-2020             | Newcastle Jets                | A-League                | 2           | 0           | 2           | -                     | -                     | -                     | -                              | -                              | -                              | -                              | -      | -      | -      | -         | -         | -         | 2     | 0     | 2     |
| Total sur la carrière | Total sur la carrière         | Total sur la carrière   | 183         | 35          | 13          | 9                     | 1                     | 0                     | -                              | 21                             | 0                              | 2                              | 10     | 0      | 2      | 2         | 0         | 0         | 225   | 36    | 17    |

### Liste des matchs internationaux
| Matchs internationaux de Bernie Ibini-Isei | Matchs internationaux de Bernie Ibini-Isei | Matchs internationaux de Bernie Ibini-Isei               | Matchs internationaux de Bernie Ibini-Isei | Matchs internationaux de Bernie Ibini-Isei | Matchs internationaux de Bernie Ibini-Isei | Matchs internationaux de Bernie Ibini-Isei                      |
|                                            | Date                                       | Lieu                                                     | Adversaire                                 | Résultat                                   | Compétition                                | Notes                                                           |
| ------------------------------------------ | ------------------------------------------ | -------------------------------------------------------- | ------------------------------------------ | ------------------------------------------ | ------------------------------------------ | --------------------------------------------------------------- |
| 1.                                         | 10 octobre 2014                            | Stade Mohammed-Bin-Zayed, Abou Dabi, Émirats arabes unis | Émirats arabes unis                        | 0-0                                        | Match amical                               | Titulaire, remplacé par Tim Cahill à la 77e minute de jeu.      |
| 2.                                         | 14 octobre 2014                            | Stade Abdallah-ben-Khalifa, Doha, Qatar                  | Qatar                                      | 1-0                                        | Match amical                               | Entre en jeu à la place de Robbie Kruse à la 63e minute de jeu. |

## Palmarès
- Central Coast Mariners
  - Champion d'Australie en 2013

- Sydney FC
  - Champion d'Australie en 2017

- Jeonbuk Hyundai Motors
  - Champion de Corée du Sud en 2019